# Karlsruher Türkenbeute

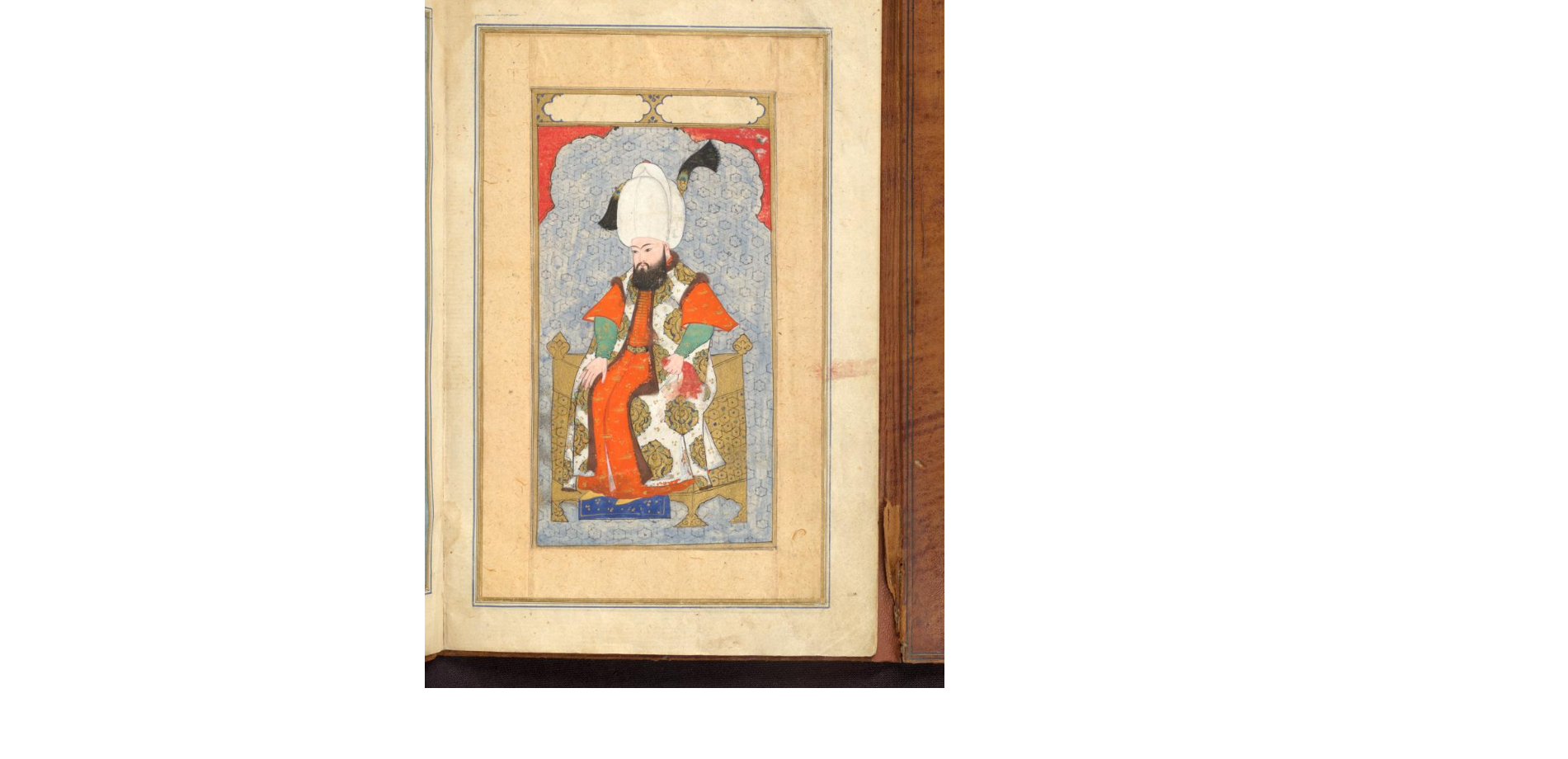
Genealogie und kurze Geschichte aller Propheten und Herrscher von Adam bis Sultan Muhammed III., 1595 (Karlsruhe, BLB, Cod. Rastatt 201, 15v)

Als Karlsruher Türkenbeute bezeichnet man eine Sammlung von Trophäen, die badische Markgrafen in den Türkenkriegen erbeutet haben.

## Geschichte
Markgraf Ludwig Wilhelm (1655–1707), der als Türkenlouis bekannt wurde, sein Onkel Hermann von Baden-Baden (1628–1691), aber auch Mitglieder der Durlacher Linie des Hauses Baden kämpften erfolgreich gegen die Türken und erbeuteten dabei wertvolle Gegenstände. Diese wurden zunächst im Schloss Rastatt bzw. in der Durlacher Karlsburg aufbewahrt. 1877 ließ Großherzog Friedrich I. die beiden Bestände in seiner Residenzstadt Karlsruhe im Gebäude des heutigen Staatlichen Museums für Naturkunde zusammenführen. Seit 1920 ist die Türkenbeute als Teil der Dauerausstellung des Badischen Landesmuseums der Öffentlichkeit zugänglich. Teile der Türkenbeute, namentlich orientalische Handschriften, Briefschaften und dazugehörige Briefbeutel aus kostbaren Textilien, befinden sich in der Handschriftensammlung der Badischen Landesbibliothek.

## Kunsthistorische Bedeutung
Aus kunsthistorischer Sicht kann die Türkenbeute als Sammlung osmanischen Kunsthandwerks aufgefasst werden. Sie gehört zu den wertvollsten Sammlungen dieser Art in Europa. Die Türkenbeute umfasst osmanische Hoheitszeichen wie Fahnen und Rossschweife, Rüstzeug wie z. B. Armschienen, Panzerhemden und Schilde, Reitzeug wie z. B. Schabracken, Sättel und Steigbügel, Blankwaffen (Dolche, Krummsäbel und Yatagane), Reflexbögen, Feuerwaffen, Spieße und Streitbeile sowie Gegenstände des täglichen Gebrauchs.